# Caprichosa Auto Ônibus
Caprichosa Auto Ônibus é uma empresa brasileira de transporte coletivo urbano da cidade do Rio de Janeiro. É uma concessionária municipal filiada ao Rio Ônibus.

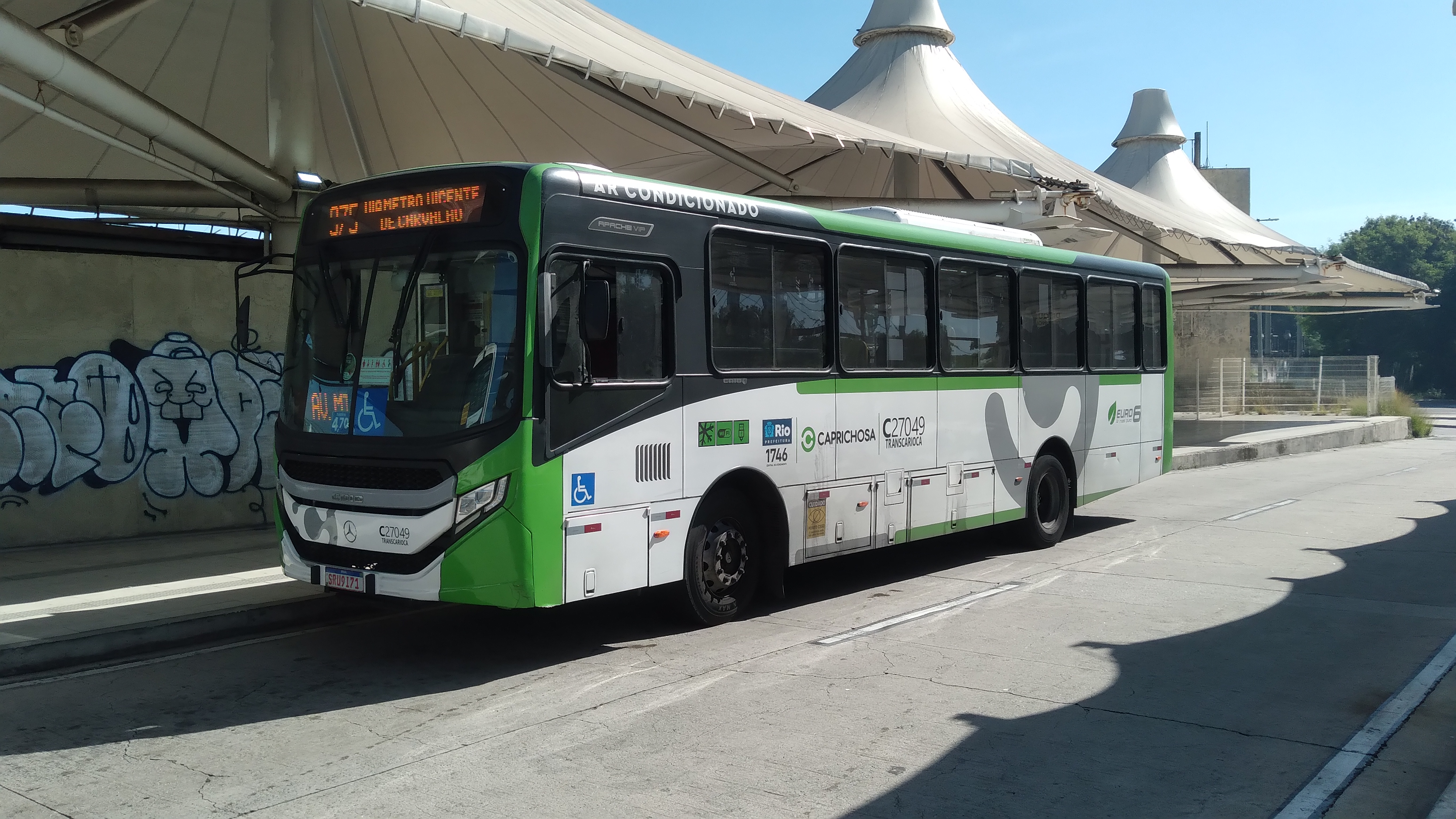
Ônibus da Caprichosa Auto Ônibus, modelo Apache Vip 5

Atua em grande parte da Zona Norte e pertence ao mesmo grupo da Auto Viação Três Amigos, porém desde 2008 são de diretorias diferentes. Está sediada em Parada de Lucas.
Após a padronização imposta pelo poder público municipal em 2010, deixou suas cores originais e adotou as cores dos consórcios Internorte e Transcarioca voltou as cores em 2018.